# 최병오
최병오(1953년 11월 18일~ )는 대한민국의 기업인이다. 2021년 현재 패션그룹 형지 회장, 한국의류산업협회장, 대한상공회의소 중견기업위원장을 역임하고 있다.
1996년 여성복 크로커다일레이디를 론칭하였고 1998년 형지어패럴을 설립한 후, 여성복 시장을 키워갔다. 2005년 이후 샤트렌, 올리비아하슬러, 라젤로 등을 잇따라 론칭하였고 2012년에는 남성복 전문기업 우성I&C를 인수하였으며, 아웃도어 노스케이프를 론칭하기도 했다.
2013년에는 장안동 바우하우스 인수를 통한 유통 비즈니스 진출하였고 또한 학생복기업 에리트베이직을 인수하여 타깃층을 10대로 늘린 바 있다.